# Aristides de Tebas
Aristides de Tebas (em grego clássico: Αριστείδης) foi um destacado pintor grego. Seus mestres foram Euxênides e seu irmão Nicómaco. Floresceu entre 360 e 330 a. C. Plínio, o Velho o descreve com estas palavras: Is omnium primus animum pinxit te sensus hominum expressit, quae vocant Graeci, item perturbationes.
Sua melhor pintura é a de uma menina se aproximando de sua mãe que, mortalmente ferida, derrama sangue em vez de leite pelo seio. Alexandre, o Grande levou esta pintura para Pela, capital do seu reino. Outra grande pintura foi a de um homem suplicante que parecia estar realmente falando. Plínio, o Velho, menciona outras obras entre elas a pintura inacabada de Íris. Aristides pintou para Mnasó de Eleia uma batalha contra os persas com uma centena de figuras. Átalo de Pérgamo pagou cem talentos por uma de suas pinturas (após a morte do pintor); também o rei de Pérgamo comprou de Lúcio Múmio uma pintura de Dionísio por seiscentos mil sestércios, mas quando Múmio soube do seu real valor recusou a venda e a levou para Roma, ao Templo de Ceres. Aristides teve dois filhos: Níceros e Aristo também pintores. Um de seus discípulos tinha também o nome de Aristides.